# Liste des œuvres de Richard Wagner
Pour les œuvres en prose, se reporter à l'article Liste des œuvres en prose de Richard Wagner.

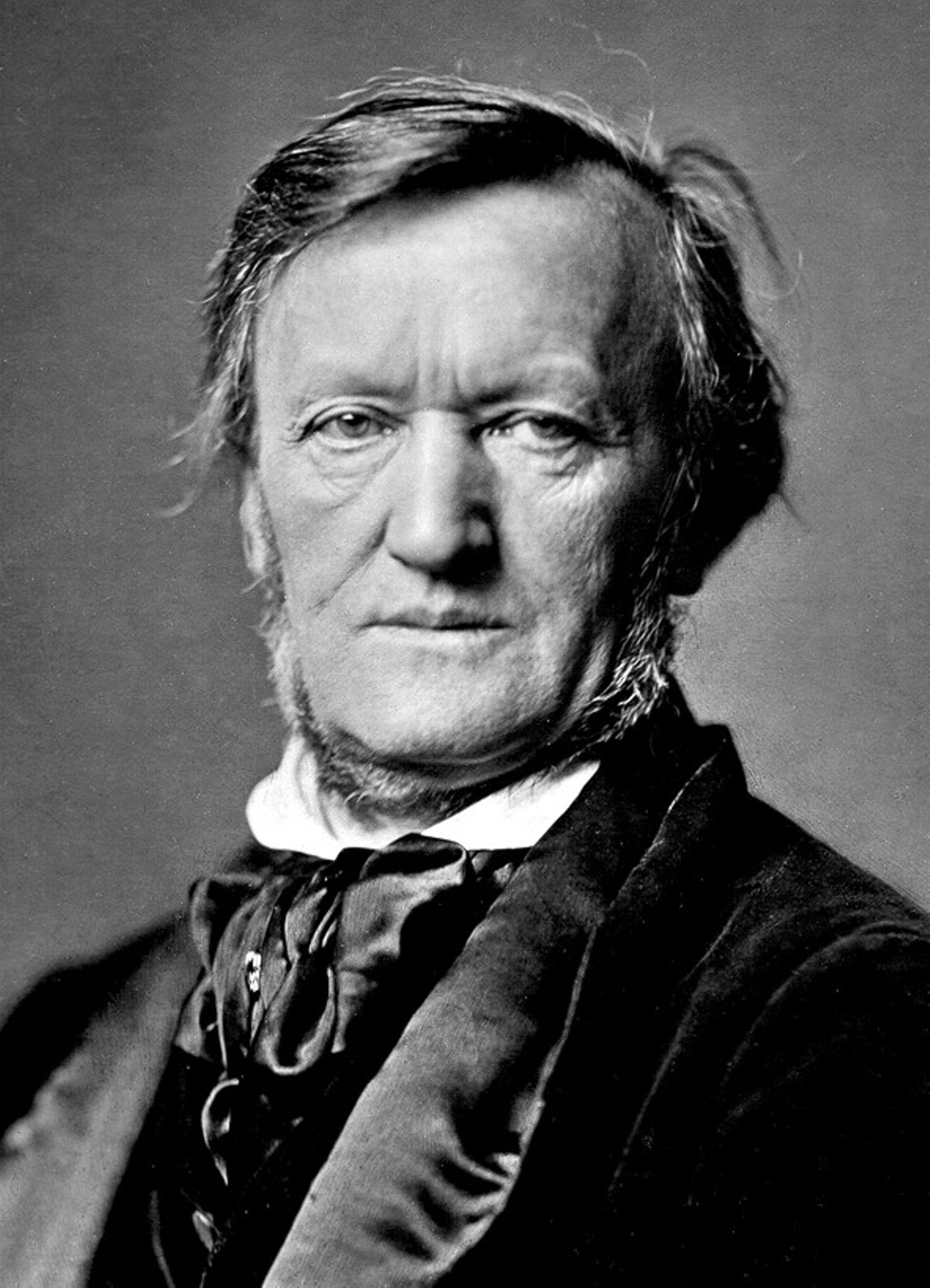
Richard Wagner en 1871

## Œuvres par catégorie

### Opéras
- Les Noces, opéra inachevé, WWV 31
- Les Fées, opéra romantique en trois actes, 1833, WWV 32
- La Défense d'aimer ou la Novice de Palerme, grand opéra-comique en deux actes, 1834-36, WWV 38
- Rienzi, le dernier des Tribuns, grand opéra tragique en cinq actes, 1837-40, WWV 49
- Le Hollandais volant, opéra romantique en trois actes, souvent appelé Le Vaisseau fantôme en France, 1840-41, WWV 63
- Tannhäuser, grand opéra romantique en trois actes, existe en plusieurs versions (version originale (1842-45), version de Paris (1861) et version réduite), WWV 70
- Lohengrin, opéra romantique en trois actes, 1845-48, WWV 75
- Tristan et Isolde, opéra en trois actes, 1857-59, WWV 90
- Les Maîtres Chanteurs de Nuremberg, opéra en trois actes, 1845-67, WWV 96
- L'Anneau du Nibelung, festival scénique en trois journées et un prologue composé entre 1848-1874, contenant :
  - L'Or du Rhin, drame musical en quatre scènes, WWV 86A
  - La Walkyrie, drame musical en trois actes, WWV 86B
  - Siegfried, drame musical en trois actes, WWV 86C
  - Le Crépuscule des dieux, drame musical en trois actes, WWV 86D
- Parsifal, festival scénique sacré en trois actes, 1865-82, WWV 111

### Piano
- Sonate en ré mineur, 1829, WWV 2 perdu
- Sonate en fa mineur, 1829, WWV 5 perdu
- Sonate en si bémol majeur, piano à 4 mains, 1831, WWV 16 perdu
- Sonate op. 1 en si bémol majeur, en quatre mouvements (Allegro con brio, Larghetto, Menuetto, Allegro vivace), 1831, WWV 21
- Fantasia en fa dièse mineur, 1831, WWV 22
- Polonaise en ré majeur (deux versions, piano solo et piano 4 mains), 1831-32, WWV 23 (A et B)
- Grande sonate en la majeur, en trois mouvements, (Allegro com moto, Adagio molto, e assai espressivo, et Maestoso - Allegro molto), 1832, WWV 26
- Feuille d'album pour Ernst Benedikt Kietz : Chant sans parole, en mi majeur, 1840, WWV 64
- [Polka] en sol majeur, 1853, WWV 84
- Sonate en la bémol majeur, Une sonate pour l'album de Madame M[athilde] W[esendonck], 1853, WWV 85
- Valse des amantes de Zurich en mi bémol majeur, 1854, WWV 88
- Dans l'album de la princesse de M[etternich], 1861, WWV 94
- Arrivée parmi les cygnes noirs, 1861, WWV 95
- Feuille d'album pour Madame Betty Schott, en mi bémol majeur, 1875, WWV 108

### Musique de chambre
- Quatuor à cordes en ré majeur, 1829, WWV 4 perdu
- Siegfried-Idyll, première version pour une petite formation, en mi majeur, 1870, WWV 103

### Orchestre
- Ouverture Coup de timbale, en si bémol majeur (Paukenschlagouverture), 1830, WWV 10 perdu
- Ouverture polonaise, 1830(?), WWV 11 perdu
- Ouverture pour le drame avec chœurs La Fiancée de Messine de Schiller, 1830, WWV 12 perdu
- Pièce pour orchestre, en mi mineur, 1830(?), WWV 13 inachevé
- Ouverture en ut majeur, 1830, WWV 14 perdu
- Ouverture en mi bémol majeur, 1831, WWV 17 perdu
- Ouverture en mi bémol et musique de scène pour Roi Enzio d’Ernst Raupach, 1831-32, WWV 24
- Ouverture en ré mineur, ouverture de concert n° 1, 1831, WWV 20
- Entractes tragiques, n° 1 en ré majeur (fragment) et n° 2 en ut mineur, 1832(?), WWV 25
- Ouverture en ut majeur, ouverture de concert n° 2, 1832, WWV 27
- Symphonie en ut majeur, 1832, WWV 29
- Symphonie en mi majeur (fragment), 1834, WWV 35
- Musique pour le drame historique Columbus de Theodor Appel (Ouverture et musique de scène), 1834-35, WWV 37
- Ouverture en ut majeur Polonia, 1836, WWV 39
- Ouverture en ré majeur sur le thème de Rule Britannia, 1837, WWV 42
- Faust-Symphonie, 1839-40, WWV 59
- Symphonie, 1846-47, WWV 78 inachevée
- Rêves, en la bémol majeur, extrait des Wesendonck-Lieder, version pour violon solo et orchestre, 1857, 91B
- Huldigungs-Marsch pour Louis II de Bavière, en mi bémol majeur, version pour musique militaire, 1864, WWV 97
- Siegfried-Idyll, deuxième version pour grand orchestre, en mi majeur, 1878, WWV 103
- Kaisermarsch (Marche impériale), en si bémol majeur, 1871, WWV 104
- Grande marche de fête pour la commémoration du centenaire des États-Unis d'Amérique, en sol majeur, 1876, WWV 110

### Lieder (avec piano)
- Lieder, 1828-30, WWV 7
- Sept compositions pour Faust de Goethe, 1831, WWV 15 :
  - 1. Lied der Soldaten
  - 2. Bauern unter der Linde
  - 3. Brander's Lied
  - 4. Lied des Mephistopheles (Es war einmal ein König)
  - 5. Lied des Mephistopheles (Was machst du mir vor Liebchens Thür)
  - 6. Gesang Gretchens (Meine Ruh ist hin)
  - 7. Melodram Gretchens (Ach neige, du Schmerzensreiche)
- Sons de cloches (ou Cloches du soir), 1832, WWV 30 inachevé
- Le Sapin, 1838(?), WWV 50
- Dors mon enfant, 1839, WWV 53
- Extase, 1839, WWV 54 fragment
- Attente, 1839, WWV 55
- La tombe dit à rose, 1839, WWV 56 fragment
- Mignonne, inspiré de Mignonne, allons voir si la rose, 1839, WWV 57
- Tout n'est qu'images fugitives [Soupir], 1839, WWV 58
- Les deux grenadiers, de Heine, 1839-40, WWV 60
- Adieux de Marie Stuart (poésie de Béranger), 1840, WWV 61
- Wesendonck-Lieder, pour voix de femme et piano, WWV 91A
  - L'Ange, en sol majeur, novembre 1857
  - Suspends ton vol !, en ut mineur, février 1858
  - Dans la Serre, en ré mineur, mai 1858
  - Chagrins, en mi bémol majeur, décembre 1857
  - Rêves, en la bémol majeur, décembre 1857
- Es ist bestimmt in Gottes Rat, 1858, WWV 92 inachevé
- Der Worte viele sind gemacht (Kraft-Lied), 1871, WWV 115
- Willkommen in Wahnfried, du heil'ger Christ, 1877, WWV 112
- Ihr Kinder, geschwinde, geschwinde, 1880, WWV 113

### Musique vocale
- Air pour soprano et orchestre, 1830, WWV 8
- Scène et air pour soprano et orchestre 1832, WWV 28 perdu
- Kinder-Katechismus zu Kosel’s Geburtstag, existe en deux versions (pour voix d'enfants et piano (1873) et pour voix d'enfants et orchestre (1874)), WWV 106 (A et B)

### Musique chorale
- Volks-Hymne Nicolay, pour chœur, 1837, WWV 44
- Gesang am Grabe Julies von Holtei, pour chœur, 1838-39, WWV 51 perdu
- La Cène des Apôtres ou la Pentecôte, pour chœur d'hommes et orchestre, 1843, WWV 69
- Salutation de ses fidèles sujets à Frédéric-Auguste II le Bien-aimé, Im treuen Sachsenland, existe en deux versions (pour chœur d'hommes et orchestre de bois en si bémol majeur et pour voix et piano en sol majeur), 1844, WWV 71
- An Webers Grabe, pour chœur, 1844, WWV 72
- Wahlspruch für die Deutsche Feuerwehr, pour chœur, 1869, WWV 101

### Drames sans musique
- Leubald, 1826-28, WWV 1 inachevé
- Opéra pastoral (Fragment), 1830, WWV 6 perdu
- La Sublime Fiancée, ou Bianca et Giuseppe, 1836-42, WWV 40 inachevé
- Les Hommes sont plus rusés que les femmes, ou L'heureuse Famille des Ours (Männerlist größer als Frauenlist, oder Die glückliche Bärenfamilie), 1838(?), WWV 48 inachevé
- La Sarrazine (Die Sarazenin), opéra en cinq actes 1841-43, WWV 66 ébauche du livret
- Les Mines de Falun, opéra en trois actes, 1842, WWV 67 ébauche du livret
- Frédéric Ier, 1846-49, WWV 76 inachevé
- Jésus de Nazareth, 1849, WWV 80
- Achille, 1849-50, WWV 81 fragments
- Wieland le Forgeron, opéra en trois actes, 1849-50, WWV 82 ébauche
- Les Vainqueurs 1856, WWV 89 inachevé
- Les Noces de Luther (Luthers Hochzeit) 1868, WWV 99 inachevé
- Une Comédie en un acte (ébauche) 1868, WWV 100 inachevé
- Une Capitulation 1870, WWV 102 inachevé

### Musiques pour la scène
- Air n° 15 (Aubry) Wie ein schöner Frühlingsmorgen du grand opéra romantique Le Vampire de Heinrich Marschner avec un nouvel allegro final Doch jetzt, wohin ich blicke, umgibt mich Schreckensnacht, 1833, WWV 33
- Musique pour la pièce Au seuil de la nouvelle année 1835 de Wilhelm Schmale, 1834, WWV 36
- Musique de scène pour la pièce Die letzte Heidenverschwörung in Preußen oder Der Deutsche Ritterorden in Königsberg de J. Singer, esquisse, 1837(?), WWV 41
- Air en sol majeur pour basse et orchestre Sanfte Wehmut will sich regen, complément de l'opéra comique en un acte Mary, Max et Michel de Carl Blum, 1837, WWV 43
- Air de basse (Prière), complément de Die Schweizerfamilie, opéra lyrique en trois actes de Joseph Weigl 1837(?), WWV 45
- Norma il predisse, o Druidi, air pour basse, chœur d'hommes et orchestre pour l'opéra Norma de Vincenzo Bellini, 1839, WWV 52
- Descendons gaiement la Courtille, complément au vaudeville-ballet-pantomime La Descente de la Courtille de Théophile Marion Dumersan et Charles Dupeuty pour chœur et orchestre, 1841(?), WWV 65

### Arrangements
- Réduction pour piano de la neuvième symphonie en ré mineur de Beethoven, 1830-31, WWV 9
- Réduction pour piano de la symphonie n° 103 en si bémol majeur de Joseph Haydn (dite du Coup de timbale), 1831, WWV 18
- Instrumentation d'une cavatine de l'opéra en deux actes Le Pirate de Vincenzo Bellini, 1833, WWV 34
- Arrangements d'opéras, de Riga, 1837-39, WWV 46 (A à F) :
  - Vincenzo Bellini, Norma, retouches d'instrumentation
  - Giacomo Meyerbeer, Robert le Diable, Nr. 18 (C) Cavatine, réinstrumentation
  - Carl Maria von Weber: Euryanthe Nr. 18, chœur des chasseurs, réinstrumentation
  - Jacques Fromental Halévy, Le Guitarrero, pour divers instruments
  - Jacques Fromental Halévy, La Reine de Chypre, arrangements
  - Daniel-François-Esprit Auber, Zanetta ou Jouer avec le feu, arrangement pour flûte et trio à cordes, suite n° 1 et 2
- Gioachino Rossini, Les Soirées musicales, n° 12 Duo Li Marinari, instrumentation, 1838(?), WWV 47
- Arrangements de Paris, piano à quatre mains, 1840-42(?), WWV 62 (B, C et E) :
  - La Favorite, opéra en quatre actes de Gaetano Donizetti
  - Grande Fantaisie sur La Romanesca, fameux air de danse du XVIe siècle op. 111, d’Henri Herz
  - La Reine de Chypre, opéra en cinq actes de Jacques Fromental Halévy
- Suppléments d'instrumentation pour La Vestale, tragédie lyrique en trois actes de Gaspare Spontini, 1844(?), WWV 74
- Arrangement d’Iphigénie en Aulide, opéra en trois actes de Christoph Willibald Gluck 1846-47(?), WWV 77
- Arrangement du Stabat mater de Giovanni Pierluigi da Palestrina 1848, WWV 79
- Arrangement de Don Juan, opéra en deux actes de Wolfgang Amadeus Mozart 1850, WWV 83
- Konzertschluß zur Ouverture d’Iphigénie en Aulide de Christoph Willibald Gluck, 1854, WWV 87
- Arrangement de la valse Wein, Weib und Gesang ! (Aimer, boire et chanter !) op. 333 de Johann Strauss fils, 1875, WWV 109

### Autres
- Air, 1829, WWV 3 perdu
- Studierfuge Dein ist das Reich et Doppelfuge, 1831-32, WWV 19 (A et B)
- Festgesang zur Enthüllung des Friedrich August-Monuments Der Tag erscheint, 1843, WWV 68
- Musique funèbre d'après des motifs d’Euryanthe de Carl Maria von Weber, WWV 73
- Élégie, [thème] en la bémol majeur, 1858/1882, WWV 93
- Sogenannte Themen, 1868, WWV 98 inachevé
- Sogenannte Themen, 1874-83, WWV 107 inachevé

## Catalogue chronologique
Le tableau ci-après présente la liste des œuvres musicales de Richard Wagner, rangées selon leur numéro dans le catalogue des œuvres de Wagner (Wagner-Werk-Verzeichnis).
Légende
- Type « opéra » (le fond est coloré en ocre) : ces numéros WWV (au nombre de 11) correspondent aux 14 opéras principaux de Wagner, traités dans l'article principal (voir Richard Wagner#Opéras)
- Type « drame sans musique » (le fond est coloré en vert) : pour ces numéros WWV (au nombre de 14), il existe des documents ou des textes ébauchés relatifs à un projet d'œuvre dramatique, mais Wagner n'a pas composé de musique pour ce projet, ou bien la musique a disparu.

| Liste des œuvres musicales de Richard Wagner |                                                          | |                                                             |
| Numéro W W V                                 | Type                                                     | Titre | Date                                                        |
| 1                                            | drame sans musique                                       | Leubald | 1826-28                                                     |
| 2                                            | piano                                                    | Sonate en ré mineur | 1829                                                        |
| 3                                            |                                                          | Air | 1829                                                        |
| 4                                            | musique de chambre                                       | Quatuor à cordes en ré majeur | 1829                                                        |
| 5                                            | piano                                                    | Sonate en fa mineur | 1829                                                        |
| 6                                            | drame sans musique                                       | Opéra pastoral (Fragment) | 1830                                                        |
| 7                                            |                                                          | Lieder | 1828-30                                                     |
| 8                                            |                                                          | Air pour soprano et orchestre | 1830                                                        |
| 9                                            | arrangement                                              | Réduction pour piano de la neuvième symphonie en ré mineur de Beethoven | 1830-31                                                     |
| 10                                           | orchestre                                                | Ouverture Coup de timbale, en si bémol majeur (Paukenschlagouverture) | 1830                                                        |
| 11                                           | orchestre                                                | Ouverture polonaise | 1830 ?                                                      |
| 12                                           | orchestre                                                | Ouverture pour le drame avec chœurs La Fiancée de Messine de Schiller | 1830                                                        |
| 13                                           | orchestre                                                | Pièce pour orchestre, en mi mineur | 1830 ?                                                      |
| 14                                           | orchestre                                                | Ouverture en ut majeur | 1830                                                        |
| 15                                           | lieder avec piano                                        | Sept compositions pour Faust de Goethe 1. Lied der Soldaten, 2. Bauern unter der Linde, 3. Brander's Lied, 4. Lied des Mephistopheles (Es war einmal ein König), 5. Lied des Mephistopheles (Was machst du mir vor Liebchens Thür), 6. Gesang Gretchens (Meine Ruh ist hin), 7. Melodram Gretchens (Ach neige, du Schmerzensreiche) | 1831                                                        |
| 16                                           | piano à 4 mains                                          | Sonate en si bémol majeur | 1831                                                        |
| 17                                           | orchestre                                                | Ouverture en mi bémol majeur | 1831                                                        |
| 18                                           | arrangement                                              | Réduction pour piano de la symphonie n° 103 en si bémol majeur de Joseph Haydn (dite du Coup de timbale) | 1831                                                        |
| 19 19 A 19 B                                 | chœur                                                    | Fugues Studierfuge Dein ist das Reich Doppelfuge | 1831-32 .                                                   |
| 20                                           | orchestre                                                | Ouverture en ré mineur, ouverture de concert n° 1 | 1831                                                        |
| 21                                           | piano                                                    | Sonate op. 1 en si bémol majeur 1. Allegro con brio, 2. Larghetto, 3. Menuetto, 4. Allegro vivace. | 1831                                                        |
| 22                                           | piano                                                    | Fantasia en fa dièse mineur 1. Un poco lento, 2. Recitativo, 3. Allegro agitato 4. Recitativo 5. Adagio molto cantabile, 6. Recitativo 7. Un poco lento. | 1831                                                        |
| 23 23 A 23 B                                 | piano .                                                  | Polonaise en ré majeur piano 2 mains piano 4 mains | 1831-32 .                                                   |
| 24                                           | orchestre                                                | Ouverture en mi bémol et musique de scène pour Roi Enzio d’Ernst Raupach | 1831-32                                                     |
| 25 25 A 25 B                                 | orchestre                                                | Entractes tragiques N° 1 en ré majeur (fragment) N° 2 en ut mineur | 1832 ?                                                      |
| 26                                           | piano                                                    | Grande sonate en la majeur 1. Allegro com moto, 2. Adagio molto, e assai espressivo, 3. Maestoso - Allegro molto. | 1832                                                        |
| 27                                           | orchestre                                                | Ouverture en ut majeur, ouverture de concert n° 2 | 1832                                                        |
| 28                                           |                                                          | Scène et air pour soprano et orchestre | 1832                                                        |
| 29                                           | orchestre                                                | Symphonie en ut majeur | 1832                                                        |
| 30                                           | lied avec piano                                          | Sons de cloches (Cloches du soir) | 1832                                                        |
| 31                                           | opéra                                                    | Les Noces |                                                             |
| 32                                           | opéra                                                    | Les Fées, opéra romantique en trois actes | 1833                                                        |
| 33                                           | théâtre                                                  | Air n° 15 (Aubry) Wie ein schöner Frühlingsmorgen du grand opéra romantique Le Vampire de Heinrich Marschner avec un nouvel allegro final Doch jetzt, wohin ich blicke, umgibt mich Schreckensnacht | 1833                                                        |
| 34                                           | arrangement                                              | Instrumentation d'une cavatine de l'opéra en deux actes Le Pirate de Vincenzo Bellini | 1833                                                        |
| 35                                           | orchestre                                                | Symphonie en mi majeur (fragment) | 1834                                                        |
| 36                                           |                                                          | Musique pour la pièce Au seuil de la nouvelle année 1835 de Wilhelm Schmale | 1834                                                        |
| 37 37 A 37 B                                 | orchestre .                                              | Musique pour le drame historique Columbus de Theodor Appel A. Ouverture B. Musique de scène | 1834-35 .                                                   |
| 38                                           | opéra                                                    | La Défense d'aimer ou la Novice de Palerme, grand opéra-comique en deux actes | 1834-36                                                     |
| 39                                           | orchestre                                                | Ouverture en ut majeur Polonia | 1836                                                        |
| 40                                           | drame sans musique                                       | La Sublime Fiancée, ou Bianca et Giuseppe | 1836-42                                                     |
| 41                                           | théâtre                                                  | Musique de scène pour la pièce Die letzte Heidenverschwörung in Preußen oder Der Deutsche Ritterorden in Königsberg de J. Singer, esquisse | 1837 ?                                                      |
| 42                                           | orchestre                                                | Ouverture en ré majeur sur le thème de Rule Britannia | 1837                                                        |
| 43                                           | théâtre                                                  | Air en sol majeur pour basse et orchestre Sanfte Wehmut will sich regen. Complément (Max) de l'opéra comique en un acte Mary, Max et Michel de Carl Blum | 1837                                                        |
| 44                                           | chœur                                                    | Volks-Hymne Nicolay | 1837                                                        |
| 45                                           | théâtre                                                  | Air de basse (Prière), comme complément de Die Schweizerfamilie, opéra lyrique en trois actes de Joseph Weigl | 1837 ?                                                      |
| 46 46 A 46 B 46 C 46 D 46 E 46 F             | arrangement                                              | Arrangements d'opéras, de Riga A. Vincenzo Bellini, Norma, retouches d'instrumentation B. Giacomo Meyerbeer, Robert le Diable, Nr. 18 (C) Cavatine, réinstrumentation C. Carl Maria von Weber, Euryanthe Nr. 18, chœur des chasseurs, réinstrumentation D. Jacques Fromental Halévy, Le Guitarrero, pour divers instruments E. Jacques Fromental Halévy, La Reine de Chypre, arrangements F. Daniel-François-Esprit Auber, Zanetta ou Jouer avec le feu, arrangement pour flûte et trio à cordes, suite n° 1 et 2 | 1837-39 .                                                   |
| 47                                           | arrangement                                              | Gioachino Rossini, Les Soirées musicales, n° 12 Duo Li Marinari, instrumentation | 1838 ?                                                      |
| 48                                           | drame sans musique                                       | Les Hommes sont plus rusés que les femmes, ou L'heureuse Famille des Ours | 1838 ?                                                      |
| 49                                           | opéra                                                    | Rienzi, le dernier des Tribuns, grand opéra tragique en cinq actes | 1837-40                                                     |
| 50                                           | lied avec piano                                          | Le Sapin | 1838 ?                                                      |
| 51                                           | chœur                                                    | Gesang am Grabe Julies von Holtei | 1838-39                                                     |
| 52                                           | théâtre                                                  | Norma il predisse, o Druidi, air pour basse, chœur d'hommes et orchestre pour l'opéra Norma de Vincenzo Bellini | 1839                                                        |
| 53                                           | lied avec piano                                          | Dors mon enfant | 1839                                                        |
| 54                                           | lied avec piano                                          | Extase [Fragment] | 1839                                                        |
| 55                                           | lied avec piano                                          | Attente | 1839                                                        |
| 56                                           | lied avec piano                                          | La tombe dit à rose [Fragment] | 1839                                                        |
| 57                                           | lied avec piano                                          | Mignonne, inspiré de Mignonne, allons voir si la rose | 1839                                                        |
| 58                                           | lied avec piano                                          | Tout n'est qu'images fugitives [Soupir] | 1839                                                        |
| 59 .                                         | orchestre .                                              | Faust-Symphonie (premier mouvement : Une Faust-Ouverture) Première version Deuxième version | 1839-40 .                                                   |
| 60                                           | lied avec piano                                          | Les deux grenadiers, de Heine | 1839-40                                                     |
| 61                                           | lied avec piano                                          | Adieux de Marie Stuart (poésie de Béranger) | 1840                                                        |
| 62 62 A 62 B 62 C 62 D 62 E 62 F             | arrangements . C. p. à 4 mains .                         | Arrangements de Paris A. B. Pour l'opéra en quatre actes La Favorite de Gaetano Donizetti C. Grande Fantaisie sur La Romanesca, fameux air de danse du XVIe siècle op. 111, d’Henri Herz D. E. Pour La Reine de Chypre, opéra en cinq actes de Jacques Fromental Halévy F. | 1840-42 ? .                                                 |
| 63                                           | opéra                                                    | Le Hollandais volant, opéra romantique en trois actes souvent appelé Le Vaisseau fantôme en France | 1840-41                                                     |
| 64                                           | piano                                                    | Feuille d'album pour Ernst Benedikt Kietz : Chant sans parole, en mi majeur | 1840                                                        |
| 65                                           | théâtre                                                  | Descendons gaiement la Courtille. Complément au vaudeville-ballet-pantomime La Descente de la Courtille de Théophile Marion Dumersan et Ch.-Désiré Dupeuty pour chœur et orchestre | 1841 ?                                                      |
| 66                                           | drame sans musique                                       | La Sarrazine, opéra en cinq actes (ébauche du livret) | 1841-43                                                     |
| 67                                           | drame sans musique                                       | Les Mines de Falun, opéra en trois actes (ébauche du livret) | 1842                                                        |
| 68                                           | c/c+o                                                    | Festgesang zur Enthüllung des Friedrich August-Monuments Der Tag erscheint | 1843                                                        |
| 69                                           | chœur d'hommes et orchestre                              | La Cène des Apôtres ou la Pentecôte | 1843                                                        |
| 70 .                                         | opéra version originale version de Paris version réduite | Tannhäuser et le tournoi des chanteurs à la Wartburg, grand opéra romantique en trois actes . arrangement pour piano | . 1842-45 1861 .                                            |
| 71 71 A 71 B                                 | chœur                                                    | Salutation de ses fidèles sujets à Frédéric-Auguste II le Bien-aimé, Im treuen Sachsenland A. Version pour chœur d'hommes et orchestre de bois en si bémol majeur B. Version pour voix et piano en sol majeur | 1844                                                        |
| 72                                           | chœur                                                    | An Webers Grabe | 1844                                                        |
| 73                                           |                                                          | Musique funèbre d'après des motifs d’Euryanthe de Carl Maria von Weber |                                                             |
| 74                                           | arrangement                                              | Suppléments d'instrumentation pour La Vestale, tragédie lyrique en trois actes de Gaspare Spontini | 1844 ?                                                      |
| 75                                           | opéra                                                    | Lohengrin, opéra romantique en trois actes | 1845-48                                                     |
| 76                                           | drame sans musique                                       | Frédéric Ier | 1846-49                                                     |
| 77                                           | arrangement                                              | Arrangement d’Iphigénie en Aulide, opéra en trois actes de Christoph Willibald Gluck | 1846-47 ?                                                   |
| 78                                           | orchestre                                                | Symphonie | 1846-47                                                     |
| 79                                           | arrangement                                              | Arrangement du Stabat mater de Giovanni Pierluigi da Palestrina | 1848                                                        |
| 80                                           | drame sans musique                                       | Jésus de Nazareth | 1849                                                        |
| 81                                           | drame sans musique                                       | Achille (fragments) | 1849-50                                                     |
| 82                                           | drame sans musique                                       | Wieland le Forgeron, opéra en trois actes (ébauche) | 1849-50                                                     |
| 83                                           | arrangement                                              | Arrangement de Don Juan, opéra en deux actes de Wolfgang Amadeus Mozart | 1850                                                        |
| 84                                           | piano                                                    | [Polka] en sol majeur | 1853                                                        |
| 85                                           | piano                                                    | Sonate en la bémol majeur, Une sonate pour l'album de Madame M[athilde] W[esendonck] • Ruhig, • Nach und nach wachsende Bewegung • Erstes Zeitmass | 1853                                                        |
| 86 86 A 86 B 86 C 86 D                       | [Tétralogie] opéra                                       | L'Anneau du Nibelung, festival scénique en trois journées et un prologue Prologue : L'Or du Rhin, drame musical en quatre scènes Première journée : La Walkyrie, drame musical en trois actes Deuxième journée : Siegfried, drame musical en trois actes Troisième journée : Le Crépuscule des dieux, drame musical en trois actes | 1848-1874 .                                                 |
| 87                                           | arrangement                                              | Konzertschluß zur Ouverture d’Iphigénie en Aulide de Christoph Willibald Gluck | 1854                                                        |
| 88                                           | piano                                                    | Valse des amantes de Zurich en mi bémol majeur | 1854                                                        |
| 89                                           | drame sans musique                                       | Les Vainqueurs | 1856                                                        |
| 90                                           | opéra                                                    | Tristan et Isolde, opéra en trois actes | 1857-59                                                     |
| 91 91 A . 91 B .                             | lieder voix et piano . violon et orch. .                 | Wesendonck-Lieder : A. Version pour voix de femme et piano 1. L'Ange, en sol majeur 2. Suspends ton vol !, en ut mineur 3. Dans la Serre, en ré mineur 4. Chagrins, en mi bémol majeur 5. Rêves, en la bémol majeur B. Version pour violon solo et orchestre. .. Rêves, en la bémol majeur | . A nov. 1857 fév. 1858 mai 1858 déc. 1857 déc. 1857 B 1857 |
| 92                                           | lied avec piano                                          | Es ist bestimmt in Gottes Rat | 1858                                                        |
| 93                                           |                                                          | Élégie, [thème] en la bémol majeur | 1858 et 1882                                                |
| 94                                           | piano                                                    | Dans l'album de la princesse de M[etternich] | 1861                                                        |
| 95                                           | piano                                                    | Arrivée parmi les cygnes noirs | 1861                                                        |
| 96                                           | opéra                                                    | Les Maîtres Chanteurs de Nuremberg, opéra en trois actes | 1845-67                                                     |
| 97                                           | orchestre                                                | Huldigungs-Marsch pour Louis II de Bavière, en mi bémol majeur, version pour musique militaire | 1864                                                        |
| 98                                           |                                                          | Sogenannte Themen | 1868                                                        |
| 99                                           | drame sans musique                                       | Les Noces de Luther | 1868                                                        |
| 100                                          | drame sans musique                                       | Une Comédie en un acte (ébauche) | 1868                                                        |
| 101                                          | chœur                                                    | Wahlspruch für die Deutsche Feuerwehr | 1869                                                        |
| 102                                          | drame sans musique                                       | Une Capitulation | 1870                                                        |
| 103 version 1 . version 2                    | orchestre petite formation . grand orchestre             | Siegfried-Idyll, en mi majeur [Titre initial :] Tribschen-Idyll avec le chant d’oiseau de Fidi et le Lever de soleil orange, compliment d’anniversaire symphonique offert à sa Cosima par son Richard [Titre définitif :] Siegfried-Idyll | . 1870 . 1878                                               |
| 104                                          | orchestre                                                | Marche impériale, en si bémol majeur | 1871                                                        |
| 105                                          | lied                                                     | Der Worte viele sind gemacht (Kraft-Lied) | 1871                                                        |
| 106 106 A 106 B                              | . A. voix et piano B. voix et orchestre                  | Kinder-Katechismus zu Kosel’s Geburtstag A. Version pour voix d'enfants et piano B. Version pour voix d'enfants et orchestre | . A. 1873 B. 1874                                           |
| 107                                          |                                                          | Sogenannte Themen | 1874-83                                                     |
| 108                                          | piano                                                    | Feuille d'album pour Madame Betty Schott, en mi bémol majeur | 1875                                                        |
| 109                                          | arrangement                                              | Arrangement de la valse Wein, Weib und Gesang ! (Aimer, boire et chanter !) op. 333 de Johann Strauss fils | 1875                                                        |
| 110                                          | orchestre                                                | Grande marche de fête pour la commémoration du centenaire des États-Unis d'Amérique, en sol majeur | 1876                                                        |
| 111                                          | opéra                                                    | Parsifal, festival scénique sacré en trois actes | 1865-82                                                     |
| 112                                          | lied                                                     | Willkommen in Wahnfried, du heil'ger Christ | 1877                                                        |
| 113                                          | lied                                                     | Ihr Kinder, geschwinde, geschwinde | 1880                                                        |

## Sources
- (de) Liste sur le site Klassika
- Richard Wagner, Les Opéras imaginaires, traduction et analyses de Philippe Godefroid, avant-propos d'Alain Satgé, Librairie Séguier,  (ISBN 2-87736-008-3)